# La generala
La generala és una pel·lícula mexicana dirigida per Juan Ibáñez en 1970 on va actuar la diva María Félix. La pel·lícula es desenvolupa durant l'etapa de la revolució mexicana, per la qual cosa molts la consideren una pel·lícula de guerra o èpica. Cal destacar que és la primera pel·lícula on María Félix es despulla totalment i un dels seus darrers grana papers.

## Sinopsi
Durant la revolució mexicana, una dura i rica terratinent és aclaparada per la violència dels temps. Perdent la seva terra i casa, s'enamora d'un líder revolucionari que és assassinat per un sàdic i corrupte coronel federal Feliciano (Eric del Castillo). Mariana s'uneix als rebels per a buscar venjança i la nomenen La Generala.

## Repartiment
- María Félix
- Carlos Bracho
- Ignacio López Tarso
- Beatriz Sheridan
- Eric del Castillo
- Evangelina Elizondo
- Ernesto Gómez Cruz
- Sergio Jiménez
- Óscar Chávez
- Salvador Sánchez (actor)
- Santanón.